# Imagine: The Remixes (Armin van Buuren-album)
Az Imagine: The Remixes Armin van Buuren 2009 elején kiadott albuma, mely az egy évvel korábban kiadott Imagine c. album dalait tartalmazza más producerek és DJ-k remixelésében.

## Dalok listája

### Első lemez
1. Face To Face (Martin Roth Remix)
2. Unforgivable (First State Smooth Mix)
3. In And Out Of Love (The Blizzard Remix)
4. Never Say Never (Myon & Shane 54 Remix)
5. Rain (W&W Remix)
6. Fine Without You (Sied van Riel Remix)
7. What If (Ohmna Remix)
8. Hold On To Me (John O'Callaghan Remix)
9. Imagine (Paul Miller Remix)
10. Going Wrong (Alex M.O.R.P.H. b2b Woody van Eyden Remix)

### Második lemez
1. Never Say Never (Omnia Remix)
2. What If (Arnej Remix)
3. Intricacy (Thomas Bronzwaer Remix)
4. Rain (Cosmic Gate Remix)
5. Unforgivable (Stoneface & Terminal Dub Mix)
6. Going Wrong (Sean Tyas Remix)
7. In And Out Of Love (Richard Durand Remix)

## Érdekességek
Az albumon helyet kapott, egy magyar vonatkozású remix is, méghozzá az első lemez 4. dala, a "Never Say Never" c. szám, melyet Császár Előd (Shane 54) és Égető Márió (Myon) készített.

## Külső hivatkozások
- Armin van Buuren hivatalos oldala
- Imagine: The Remixes